# Oliveira de Azeméis
Oliveira de Azeméis este un oraș în Districtul Aveiro, Portugalia.